# Stachys paneiana
Stachys paneiana là một loài thực vật có hoa trong họ Hoa môi. Loài này được Mouterde miêu tả khoa học đầu tiên năm 1973.